# Peter Brockmeier

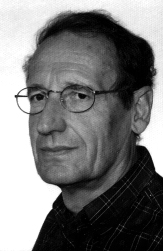
Peter Brockmeier (2000)

Peter Brockmeier (* 12. April 1934 in Kassel; † 1. Juni 2024 auf Sylt) war ein deutscher Romanist und Komparatist. Er lehrte bis zu seiner Emeritierung französische und italienische Literatur sowie Allgemeine und Vergleichende Literaturwissenschaft an der Universität Mannheim, der Freien Universität Berlin und der Humboldt-Universität zu Berlin.

## Leben und Werk
Brockmeier studierte in München und in Tübingen. Von 1960 bis 1964 war er Lektor an der Universität Venedig (Ca’ Foscari) am Lehrstuhl von Ladislao Mittner. Promoviert wurde er unter Betreuung von Kurt Wais. 1971 wurde er auf einen Lehrstuhl an die Universität Mannheim berufen, 1980 wechselte er an die Freie Universität Berlin und 1995 an die Humboldt-Universität zu Berlin.
Seine Forschungsschwerpunkte waren die Französische Aufklärung, die Romanische Novellistik, die Literatur des 20. Jahrhunderts und Petrarcas Canzoniere.
Hermann H. Wetzel schreibt in seinem Nachruf auf Peter Brockmeier in Italienisch. Zeitschrift für italienische Sprache und Literatur (Nr. 90, 2024): "Es soll sogar einen Romanisten (nicht den Verfasser dieser Zeilen) geben, der unter anderem durch die ansteckende Heiterkeit, die aus Peter Brockmeiers Dienstzimmer in den kafkaesken Flur des Mannheimer Schlosses drang, für eine lebenslange Beschäftigung mit der Romanistik gewonnen wurde."

## Schriften
Monographien
- Darstellungen der französischen Literaturgeschichte von Cl. Fauchet bis J. F. de Laharpe und F. Bouterwek. Berlin: Akademie Verlag 1963.
- Lust und Herrschaft. Studien über gesellschaftliche Aspekte der Novellistik: Boccaccio, Sacchetti, Margarete von Navarra, Cervantes. Stuttgart: Metzler Verlag 1972.
- François Villon. Stuttgart: Metzler Verlag 1977.
- Samuel Beckett. Stuttgart: Metzler Verlag 2001. (= Sammlung Metzler 332)

Übersetzte und herausgegebene Werke
- Voltaire: L’Ingénu. Der Freimütige. Übersetzt u. herausgegeben von Peter Brockmeier. Stuttgart: Reclam Verlag 1982. (Reclams Universal Bibliothek 7909)
- Giovanni Boccaccio: Decameron. Zwanzig ausgewählte Novellen. Italienisch/Deutsch. Übersetzt und herausgegeben von Peter Brockmeier. Stuttgart Reclam 1988. (RUB 8449)
- Francesco Petrarca: Canzoniere. 50 Gedichte mit Kommentar. Italienisch/Deutsch. Übersetzt und herausgegeben von Peter Brockmeier. Stuttgart: Reclam 2006 (RUB 18378)
- Giovanni Boccaccio: Decameron. Mit den Holzschnitten der venezianischen Ausgabe von 1492. Übers., Nachw. und Kommentar von Peter Brockmeier. 1200 S. Stuttgart: Reclam Verlag 2012. ISBN 978-3-15-010853-6

Herausgegebene Werke
- Boccaccios Decameron. Darmstadt: Wissenschaftliche Buchgesellschaft 1974. (Wege der Forschung 324)
- Zus. mit Hermann H. Wetzel: Französische Literatur in Einzeldarstellungen. 3 Bde. Stuttgart: Metzler 1981–82.
- Zus. mit Carola Veit: Komik und Solipsismus im Werk Samuel Becketts. Stuttgart: M & P 1997.
- Zus. mit Carolin Fischer: Gewalt der Geschichte – Geschichten der Gewalt. Zur Kultur und Literatur Italiens von 1945 bis heute. Stuttgart: Metzler 1998.

Aufsätze (Auswahl)
- "La 'Storia della poesia e della retorica francese' di Friedrich Bouterwek e la sua polemica contro i critici francesi del settecento" In: Annali di Ca’Foscari I, 1962, S. 21–40.
- "Die gefährliche arbeitende Klasse. Zur Darstellung des Volkes in der französischen Literatur des 18. und 19. Jahrhunderts". In: Romanistische Zeitschrift für Literaturgeschichte/Cahiers d'Histoire des Littératures romanes, 1, 1977, S. 204–228.
- "La raison en marche. Über Form und Inhalt der Belehrung bei Montesquieu, Marivaux und Voltaire" In: Europäische Lehrdichtung. Festschrift für Walter Naumann. Hg. v. H.-G. Rötzer und H. Walz, Wissenschaftliche Buchgesellschaft Darmstadt, 1982, S. 159–173.
- "Vom verliebten Hass über den erquickenden Verdruss zum schmerzlichsten Genuss. Weibliche Schönheit in Texten von Dante bis de Sade". In: Schöne Frauen – schöne Männer. Literarische Schönheitsbeschreibungen. 2. Kolloquium der Forschungsstelle für europäische Literatur des Mittelalters. Hg. von Theo Stemmler, Mannheim (Gunter Narr, Tübingen) 1988, S. 199–246.
- "'Le mal s'insurge contre le bien'. Sade und Lautréamont". In: Sitten und Sittlichkeit im 19. Jahrhundert / Les Morales au XIX siècle. Hg. von Peter Brockmeier und Stéphane Michaud. Stuttgart: Metzler & Poeschel 1993, S. 250–277.
- "Bildung, Glück und das allgemeine Interesse. Wielands 'Musarion' (1768) und La Mettries 'Discours sur le bonheur' (1748)". In: Romanistische Zeitschrift für Literaturgeschichte / CHLR, 20. Jg., 1996, H. 1/2, S. 113–133.
- "Apoll und Daphne bei Petrarca, Quevedo, Nerval und Anne Sexton. Variationen der Kryptotheorie im Rahmen eines Exempels". In: Expedition nach der Wahrheit. Poems, Essays, and Papers in Honour of Theodor Stemmler. Hg. von St. Horlacher u. M. Islinger, Heidelberg (C. Winter) 1996, S. 265–280.
- "Giacomo Leopardi: critique de la civilisation et autonomie esthétique". In: La main hâtive des révolutions. Esthétique et désenchantement en Europe de Leopardi à Heiner Müller. Sous la direction de Jean Bessière et Stéphane Michaud, Paris: Presses de la Sorbonne Nouvelle 2001, S. 15–33.
- "Liebe und Reue. Zur Einführung in Francesco Petrarcas Rerum vulgarium fragmenta". In: Jahrbuch für Internationale Germanistik, 34/2, Bern u. a. (P. Lang) 2002. S. 303–314.
- "Eigensinn mit oder ohne Gemeinsinn. Samuel Becketts Schreibweise im kritischen Urteil deutscher Schriftsteller". In: Der unbekannte Beckett. Samuel Beckett und die deutsche Kultur. Hg. von Therese Fischer-Seidel u. Marion Fries-Dieckmann, Frankfurt a. M.:Suhrkamp 2005 (suhrkamp taschenbuch 3674), S. 192–207.
- "Wortgeburten umsonst. Samuel Becketts Versuche, kunstvoll zu schweigen". In: Wortgeburten. Festschrift zu Ehren von Karl Maurer. Hg. von Achim Hölter und Monika Schmitz-Emans. Heidelberg: Synchron 2009, S. 71–80.

Rundfunkbeitrag
- "Intellektualität und Opposition: Voltaire". In: RIAS Funkuniversität (103. Folge: Vernunft, Politisches Gewissen und Romanische Welt), gesendet am 25. Mai 1987.

## Festschrift
Fischer, Carolin / Veit, Carola (Hg.): Abkehr von Schönheit und Ideal in der Liebeslyrik. Für Peter Brockmeier zum 65. Geburtstag. Stuttgart/Weimar: Metzler 2000